# فرانسيسكو بارتولوميو دي ليون
فرانسيسكو بارتولوميو دي ليون (بالإنجليزية: Francesco Bartolomeo de Leone)‏ هو ملحن أمريكي، ولد في 28 يوليو 1887 في رافينا في الولايات المتحدة، وتوفي في 10 ديسمبر 1948 في آكرون في الولايات المتحدة.